# Crow Agency
Crow Agency é uma Região censo-designada localizada no estado americano de Montana, no Condado de Big Horn.

## Demografia
Segundo o censo americano de 2000, a sua população era de 1552 habitantes.

## Geografia
De acordo com o United States Census Bureau tem uma área de
18,8 km², dos quais 18,8 km² cobertos por terra e 0,0 km² cobertos por água. Crow Agency localiza-se a aproximadamente 926 m acima do nível do mar.

## Localidades na vizinhança
O diagrama seguinte representa as localidades num raio de 40 km ao redor de Crow Agency.